# Blanche Roullier
Blanche Roullier, née le 6 décembre 1855 à San Francisco et morte le 28 janvier 1933 à Paris, est une peintre française.

## Biographie
Blanche Eugénie Louise Roullier est la fille de Victor Claude Roullier, cuisinier, et Anne Ardaine, tous deux natifs de Charlieu (département de la Loire). Son frère aîné Christian-Henri est également artiste.

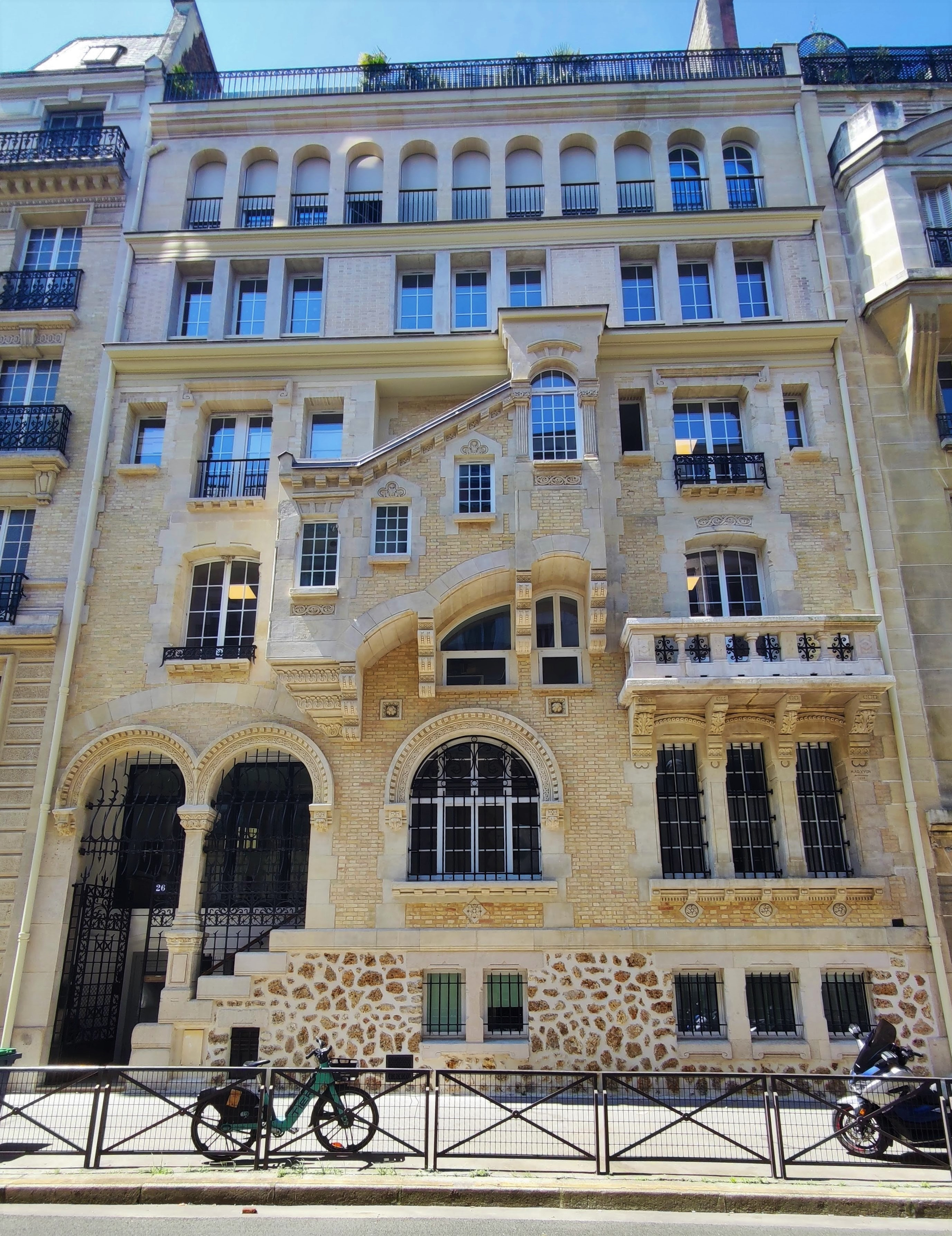
Domicile de Blanche Roullier, 26, rue de Montevideo, Paris.

Élève de Paul-Louis Delance, elle débute au Salon des Artistes peintres et sculpteurs de 1889 et obtient en 1903 la mention honorable pour le tableau Mes frères et moi, conservé au musée de Charlieu. 

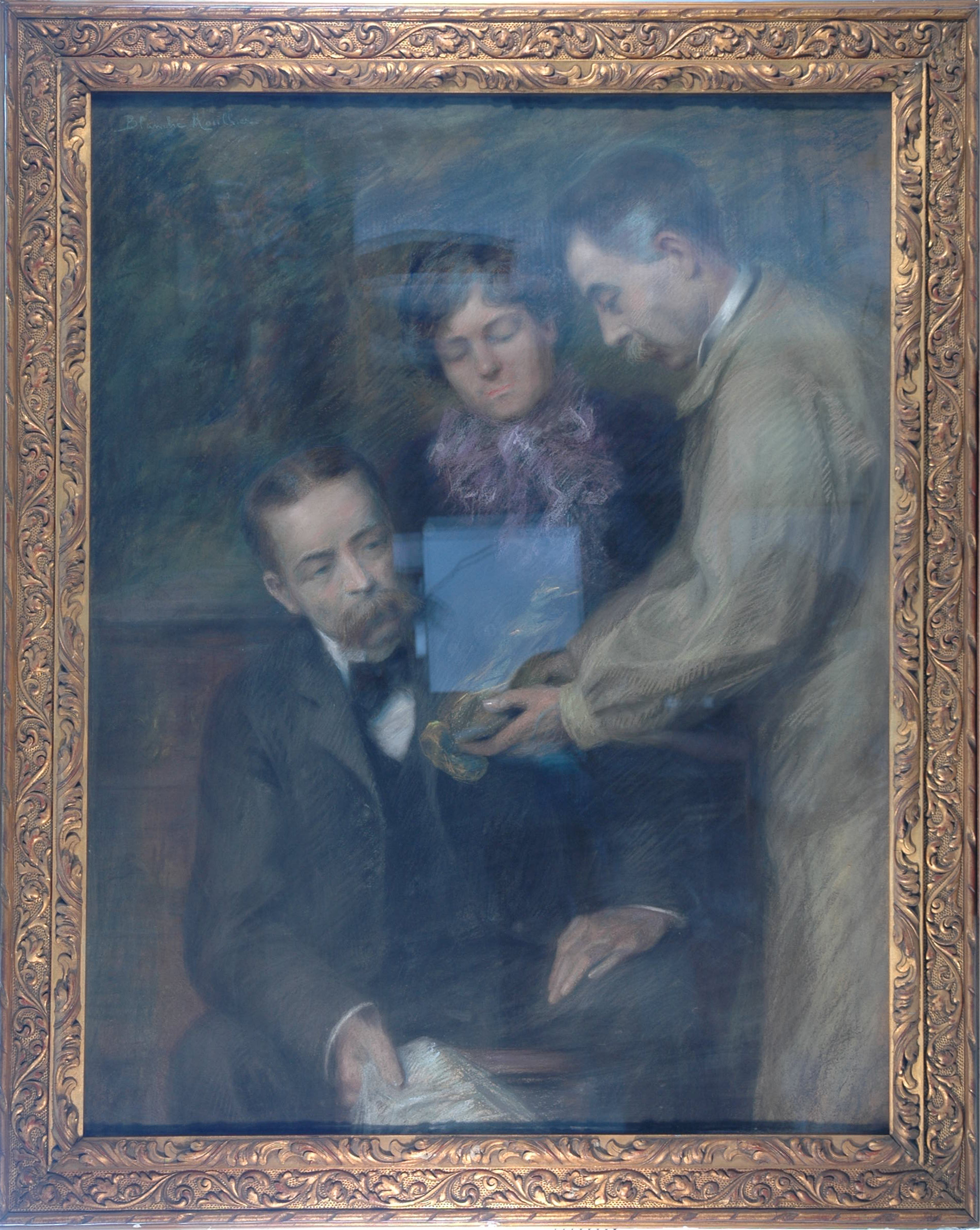
Mes frères et moi, Blanche Roullier (vers 1903).

De 1896 à 1919, elle expose régulièrement au Salon des Femmes peintres et sculpteurs. Les critiques de l'époque soulignent des choix thématiques originaux et sa maîtrise du dessin ainsi que de la technique du pastel
Pendant la première guerre mondiale, en 1916 Blanche est infirmière volontaire. Au Prieuré à Saint Nizier elle assiste des blessés de guerre en convalescence. En 1917, elle est décorée pour son engagement par le Maréchal Lyautey.
En 1908 elle est membre fondateur de la Société des Amis des Arts de Charlieu avec ses frères  Christian-Henri et Albert Roullier, le peintre Armand Charnay, et les Docteurs Vitaut et Barbat et en sera la présidente d'honneur.
Elle devient conservatrice honoraire du musée Armand-Charnay, à Charlieu.
Elle crée le prix  Blanche-Roullier, en faveur d'une artiste pastelliste exposant au Salon de l'année.
Le 28 janvier 1933, elle meurt à son domicile parisien, 26, rue de Montevideo, des suites d'un accident de voiture survenu le 14 janvier,. 